# Hui Buh und das Hexenschloss
Hui Buh und das Hexenschloss ist ein deutscher Film von Sebastian Niemann aus dem Jahr 2022. Der Film ist die Fortsetzung von Hui Buh – Das Schlossgespenst aus dem Jahr 2006 und basiert auf Motiven der Hörspielreihe Hui Buh von Eberhard Alexander-Burgh. In den Hauptrollen spielen erneut Michael Herbig und Christoph Maria Herbst. Der deutsche Kinostart war am 3. November 2022. 

## Handlung
14 Jahre nachdem König Julius zu Hui Buh ins Schloss Burgeck gezogen ist, leidet er unter der Trennung von seiner großen Liebe Konstanzia und unter finanziellen Problemen. Hui Buh wird noch immer nicht als Geist ernst genommen, was ihn sehr belastet. Eines Tages steht seine Nichte, die Junghexe Ophelia, vor der Tür des Schlosses. Diese hat das mächtige Zauberbuch Necronomicon bei sich und wird deswegen von der bösen Hexe Erla verfolgt, die bereits Ophelias Mutter entführte, um in den Besitz von Necronomicon zu kommen. Hui Buh sieht in dem Auftauchen des Mädchens eine Chance, endlich ein gruseliges Gespenst zu werden.

## Hintergrund
Der Film wurde 2020/21 gedreht, der Kinostart aber mehrfach verschoben, zuletzt auf den 3. November 2022. Die Premiere fand am 30. Oktober 2022 im Mathäser Filmpalast in München statt.

## Kritiken
Cinema.de befand, Hui Buh und das Hexenschloss sei eine „solide Fortsetzung des Kinohits – sowohl der Humor als auch das Erzähltempo sind kindgerecht“. Das Lexikon des internationalen Films vergibt zwei von fünf Sternen und kritisiert, dass der Film auf „exaltierten Slapstick-Humor und flache Sprachwitze“ setze, was „auf Kosten des Spannungsbogens und interessanter Figuren“ gehe, und dass „im Finale selbst die Darsteller […] die Lust am Spiel“ verlören.
Thomas Schultze von Blickpunkt:Film urteilte, man brauche „maximal fünf Minuten […] um zu wissen, dass man in guten Händen ist beim zweiten Kinofilm“ nach den Hui-Buh-Hörspielen. Es sei „Deutsches Family-Entertainment auf internationalem Niveau, das 88 Minuten kurz ist, dem man aber gerne noch viel länger zusehen würde: Da steckt genug Fantasie drin, um auch eine epischere Erzählung zu tragen.“ Schultz lobte die Darstellung von „Nelly Hoffmann als sympathische Identifikationsfigur im gespenstischen Treiben“ und vergab ein „Extralob für Carmen-Maja Antoni als Knusperhexe“.